# Аво (Кот-д’Ор)
Аво́ (фр. Avot) — коммуна во Франции, находится в регионе Бургундия. Департамент коммуны — Кот-д’Ор. Входит в состав кантона Грансе-ле-Шато-Нёвель. Округ коммуны — Дижон.
Код INSEE коммуны — 21041.

## Население
Население коммуны на 2010 год составляло 160 человек.
| 1962 | 1968 | 1975 | 1982 | 1990 | 1999 | 2010 |
| ---- | ---- | ---- | ---- | ---- | ---- | ---- |
| 178  | 174  | 202  | 174  | 150  | 141  | 160  |

## Экономика
В 2010 году среди 97 человек трудоспособного возраста (15—64 лет) 73 были экономически активными, 24 — неактивными (показатель активности — 75,3 %, в 1999 году было 64,4 %). Из 73 активных жителей работали 68 человек (37 мужчин и 31 женщина), безработных было 5 (2 мужчин и 3 женщины). Среди 24 неактивных 4 человека были учениками или студентами, 11 — пенсионерами, 9 были неактивными по другим причинам.